# 믈라다볼레슬라프구

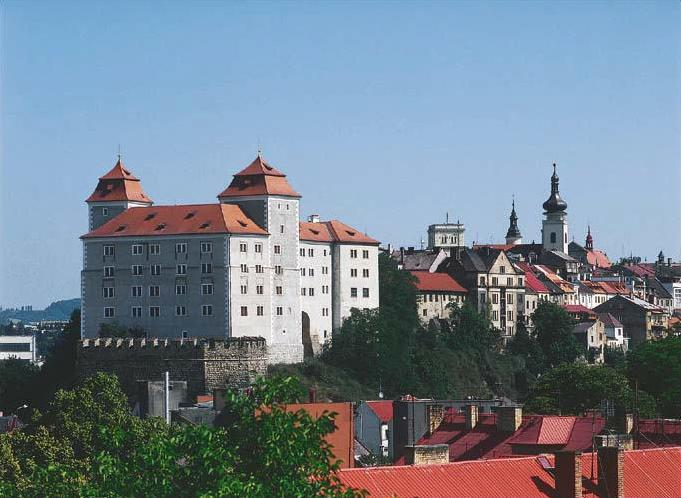
믈라다볼레슬라프구의 행정 중심지인 믈라다볼레슬라프

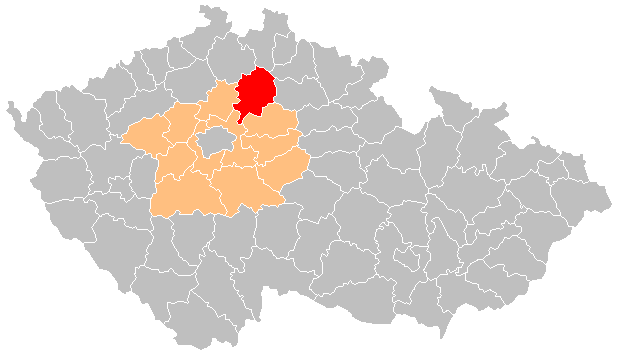
믈라다볼레슬라프구의 위치

믈라다볼레슬라프구(체코어: Okres Mladá Boleslav)는 체코 중앙보헤미아주를 구성하는 12개 구 가운데 하나로 행정 중심지는 믈라다볼레슬라프이며 면적은 1,022.83km2, 인구는 129,136명(2019년 1월 1일 기준), 인구 밀도는 130명/km2이다.
중앙보헤미아주 북동부에 위치하며 120개 지방 자치체(13개 시, 107개 마을)를 관할한다. 중앙보헤미아주 멜니크구, 동프라하구, 님부르크구, 리베레츠주 체스카리파구, 리베레츠구, 세밀리구, 흐라데츠크랄로베주 이친구와 접한다.